# Monasterio de Andrónikov
Monasterio de Andrónikov o Monasterio de San Andrónico y Nuestro Salvador (en ruso: Андро́ников монасты́рь, Спа́со-Андро́ников монасты́рь, o Андро́ников Нерукотво́рного Спа́са монасты́рь) es un antiguo monasterio en la margen izquierda del río Yauza en Moscú, consagrado al lienzo de Edesa y que contiene el edificio más antiguo existente (fuera del Kremlin) en Moscú. Es la sede del Museo Andréi Rubliov de Arte Antiguo Ruso, llamado así por el monje más famoso de esta abadía.

## Período moscovita e imperial
El monasterio fue establecido en 1357 por Alejo de Moscú como una forma de dar gracias por su supervivencia a una tormenta durante un viaje a Constantinopla. Su primer higúmeno fue San Andrónico (en ruso, Andronik), uno de los discípulos de Sergio de Rádonezh. La actual Catedral del Salvador de cuatro pilares se construyó entre 1420 y 1427, sustituyendo la anterior hecha de madera. Esta nueva estructura revivía las tradiciones del área Vladimir-Suzdal anterior a las invasiones mongolas del siglo XIII, similar a la Catedral de San Demetrio de Vladímir.
El gran pintor medieval Andréi Rubliov pasó los últimos años de su vida en el monasterio; se ha identificado su posible tumba y la del pintor Daniel Chiorni en el complejo. En la segunda mitad del siglo XIV, se formó un barrio monástico en las afueras del Monasterio de Andrónikov, que comenzó a producir ladrillos para la construcción del Kremlin de Moscú (1475). Desde sus inicios, el Monasterio de Andrónikov fue uno de los centros de copiado de libros del Principado de Moscú . La colección de manuscritos del claustro incluía la mayor parte de las obras de Máximo el Griego. En agosto de 1653, el arcipreste Avvakum fue arrestado en este monasterio.
El monasterio de Andrónikov ha sido saqueado en numerosas ocasiones (1571, 1611, 1812); y 1748 y 1812, sus archivos se perdieron a causa de un incendio. Se crearon las capillas norte y sur entre 1846 y 1850 (ahora desmanteladas).

## Período soviético
Después de la Revolución Rusa de 1917, el Monasterio de Andrónikov fue cerrado y utilizado como campo de detención y dormitorio para trabajadores.
En 1985, se inauguró en las instalaciones del claustro el Museo Central Andréi Rubliov de la Cultura y las Artes Antiguas Rusas. En 1991, la catedral del Salvador fue devuelta a la Iglesia Ortodoxa Rusa. Las excavaciones arqueológicas en el territorio del claustro en 1993 descubrieron un antiguo altar y otras reliquias.

## Monumentos

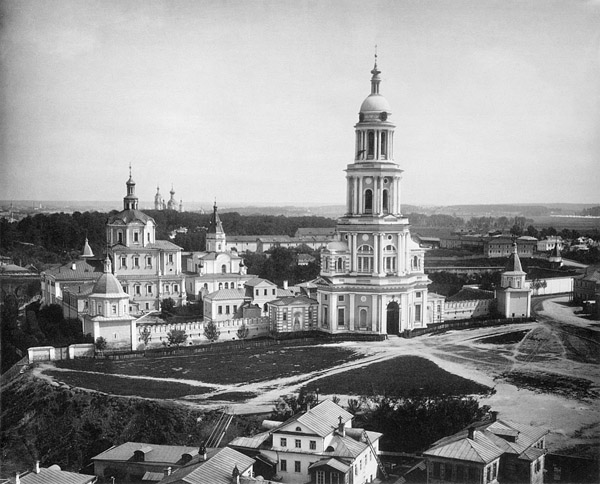
El campanario de Andrónikov solía tener 72.5 metros de altura; solo 8.5 metros más bajo que la estructura más alta de Moscú en ese momento, el Campanario de Iván el Grande.

Desde la década de 1930, cuando los comunistas destruyeron la Catedral del Salvador en el Bosque del siglo XIV, la catedral del monasterio ha atraído un renovado interés como la más antigua que se conserva en Moscú. En consecuencia, su aspecto actual es el resultado de una controvertida restauración soviética – 1959-1960), que pretendía eliminar todos lo añadido en épocas posteriores. En sus paredes no quedan más que rastros de los frescos de Andréi Rubliov y Daniel Chiorni.
El segundo monumento más antiguo (1504–1506) en la abadía es un amplio refectorio, la tercera estructura más grande después de las del Palacio de las Facetas y el Monasterio Josef-Volotski. La iglesia barroca adyacente fue encargada por la zarina Eudoxia Lopujiná en 1694 para conmemorar el nacimiento de su hijo, el zárevich Alejo Petróvich, y contiene una bóveda funeraria de la familia Lópujin.
Las enormes murallas y torres del siglo XVII recuerdan el período en que el monasterio defendía los accesos orientales contra el Kremlin de Moscú. En 1795, comenzaron la construcción de un campanario neoclásico, uno de los más altos de Moscú. Este asombroso campanario fue destruido entre 1929 y 1932, y sus ladrillos fueron reutilizados en la construcción de edificios cercanos.

## Galería

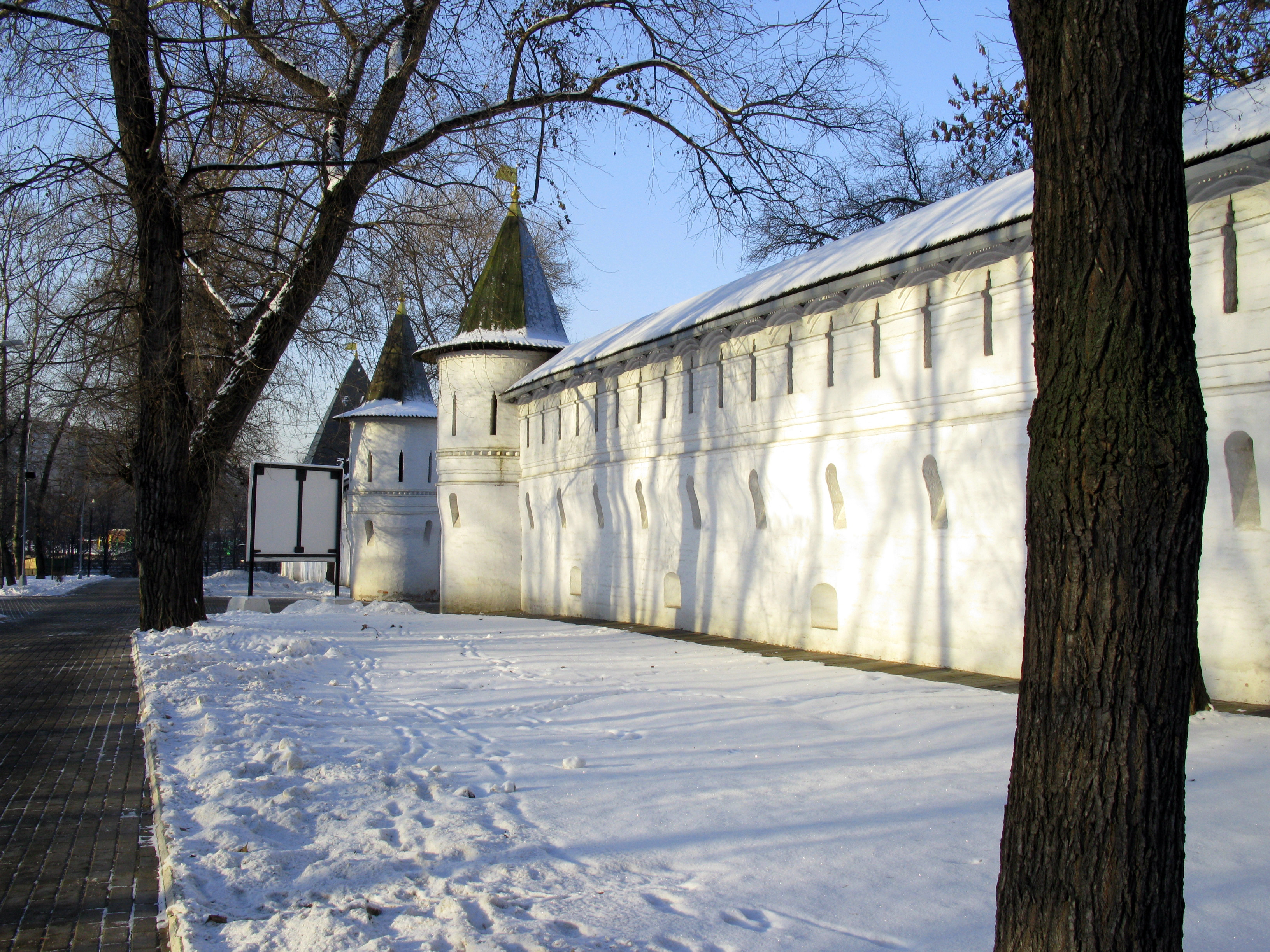
El monasterio fortificado; solía proteger los accesos a Moscú desde el sur.
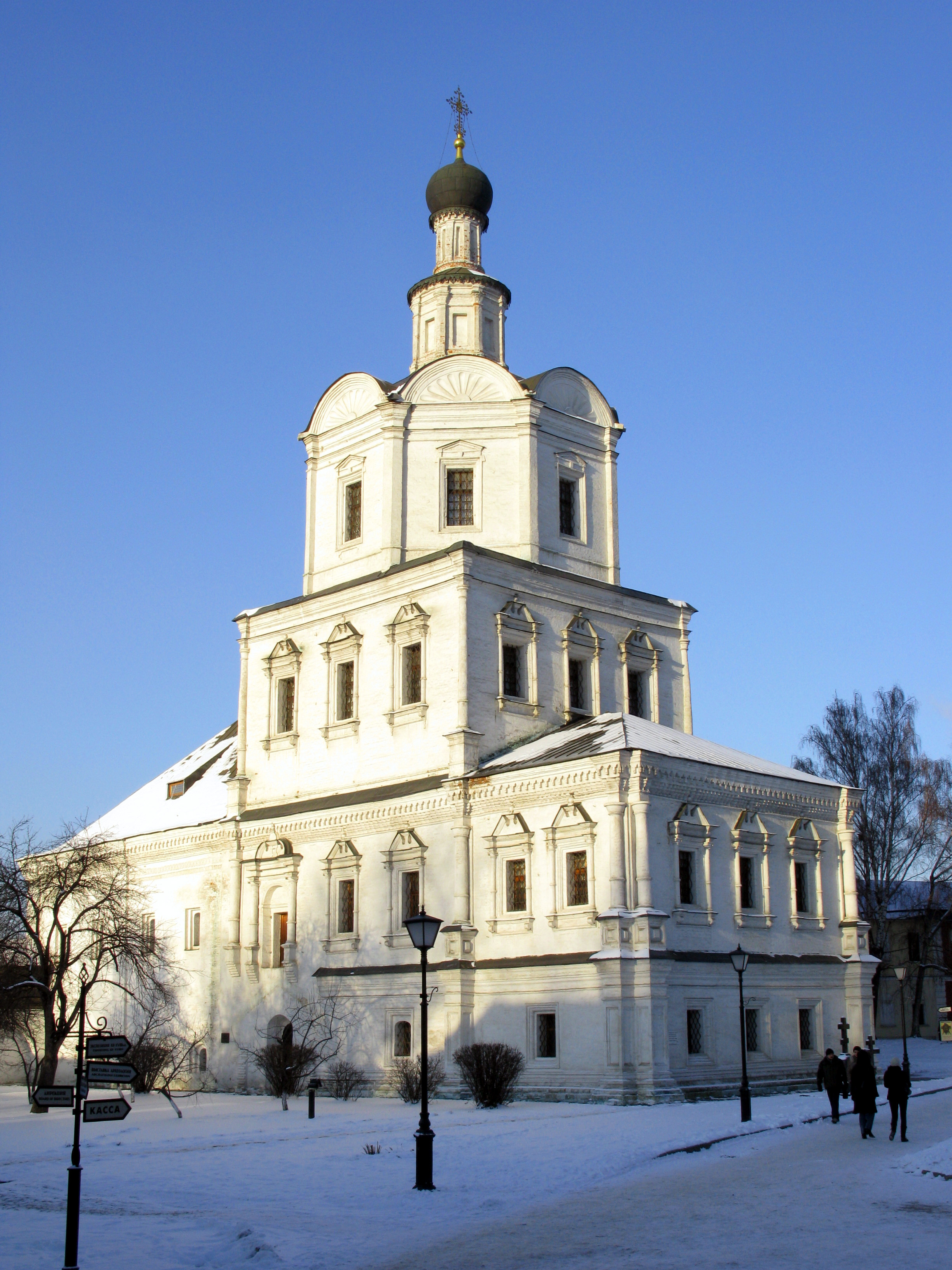
Iglesia de San Miguel Arcángel (década de 1690, restaurada en 1960)
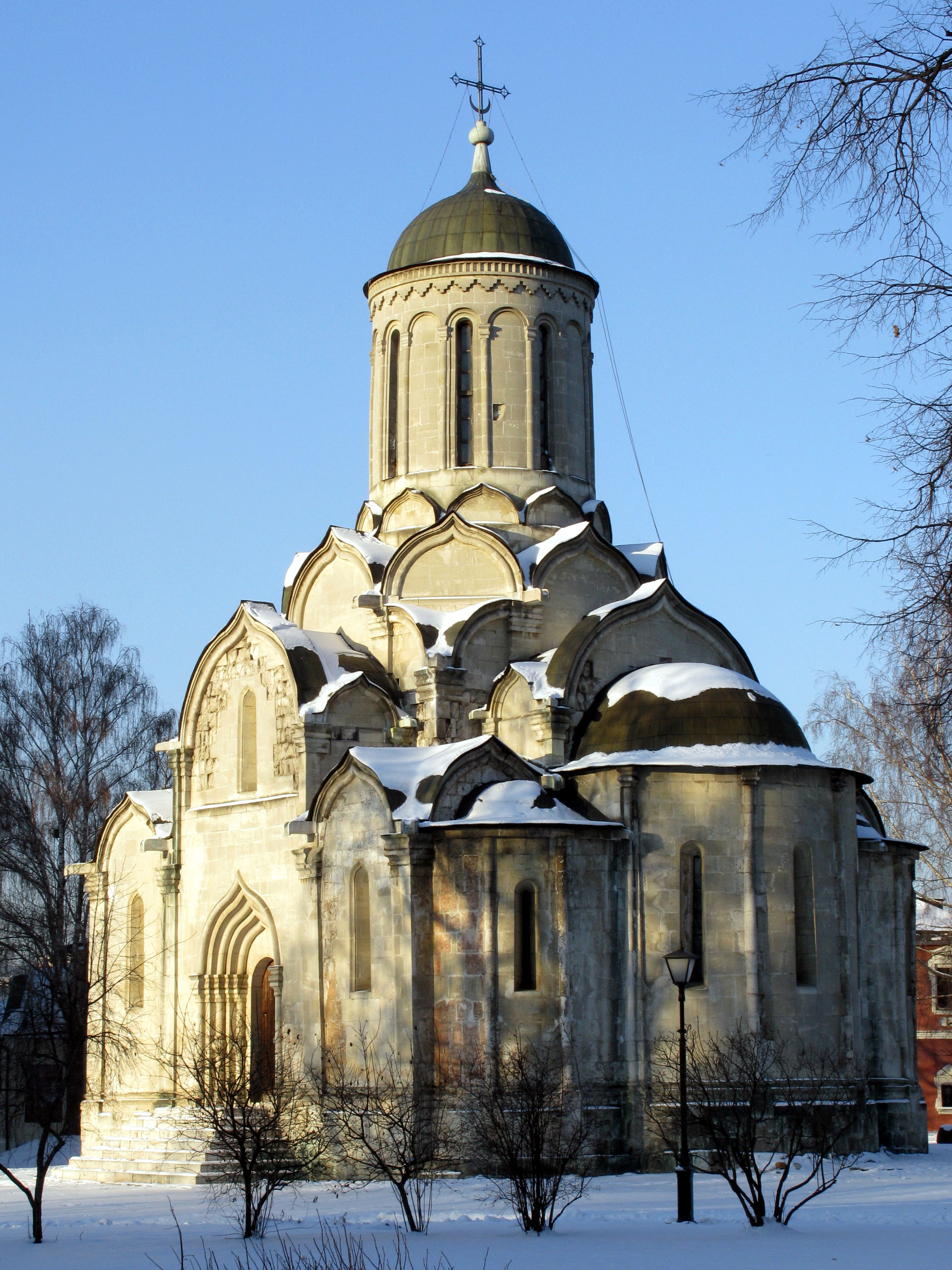
El katholikón (década de 1420, restaurado en 1959)
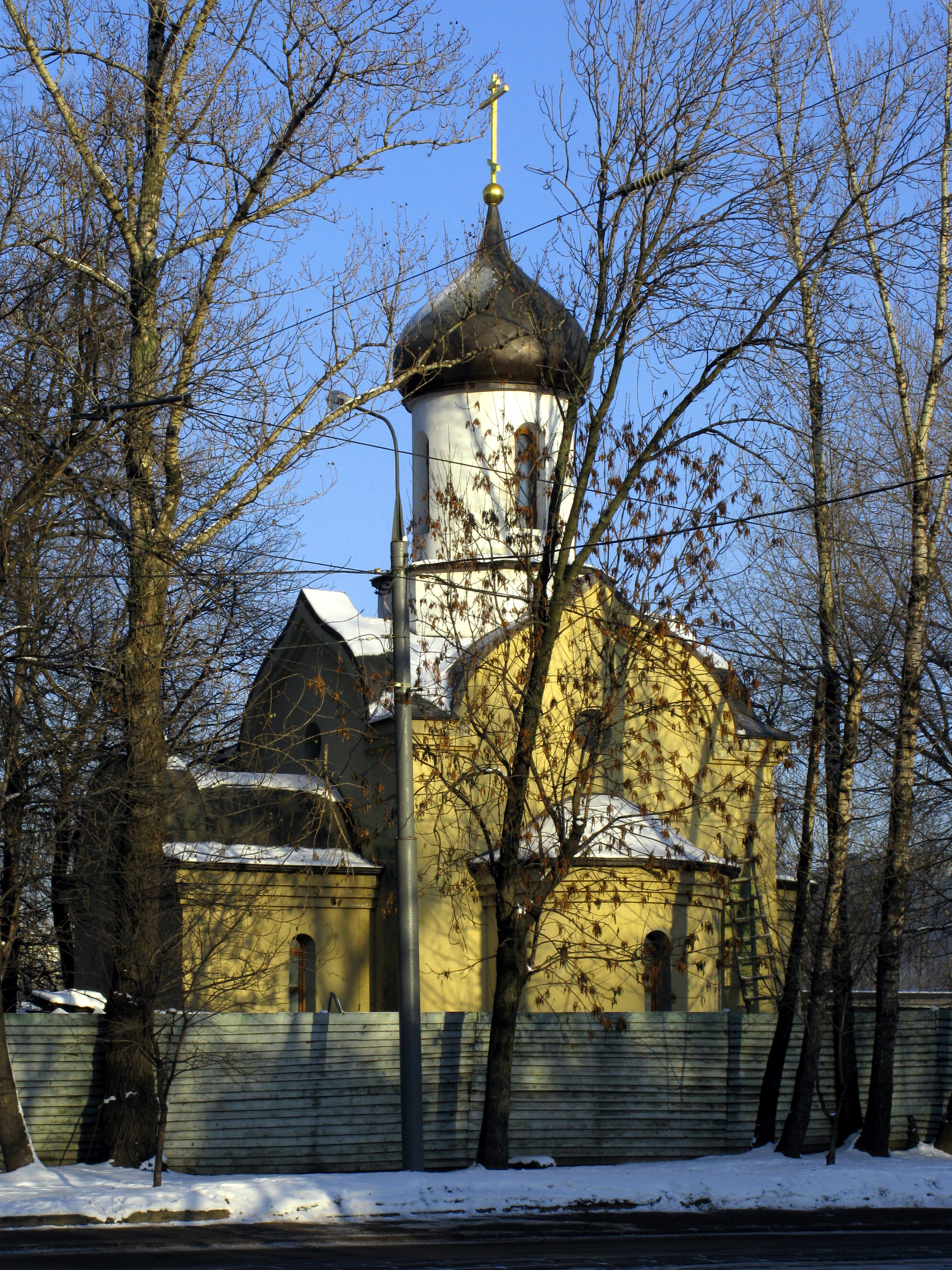
Capilla de Dmitri Dónskoi (2000-2001)